# Fiat Tempra

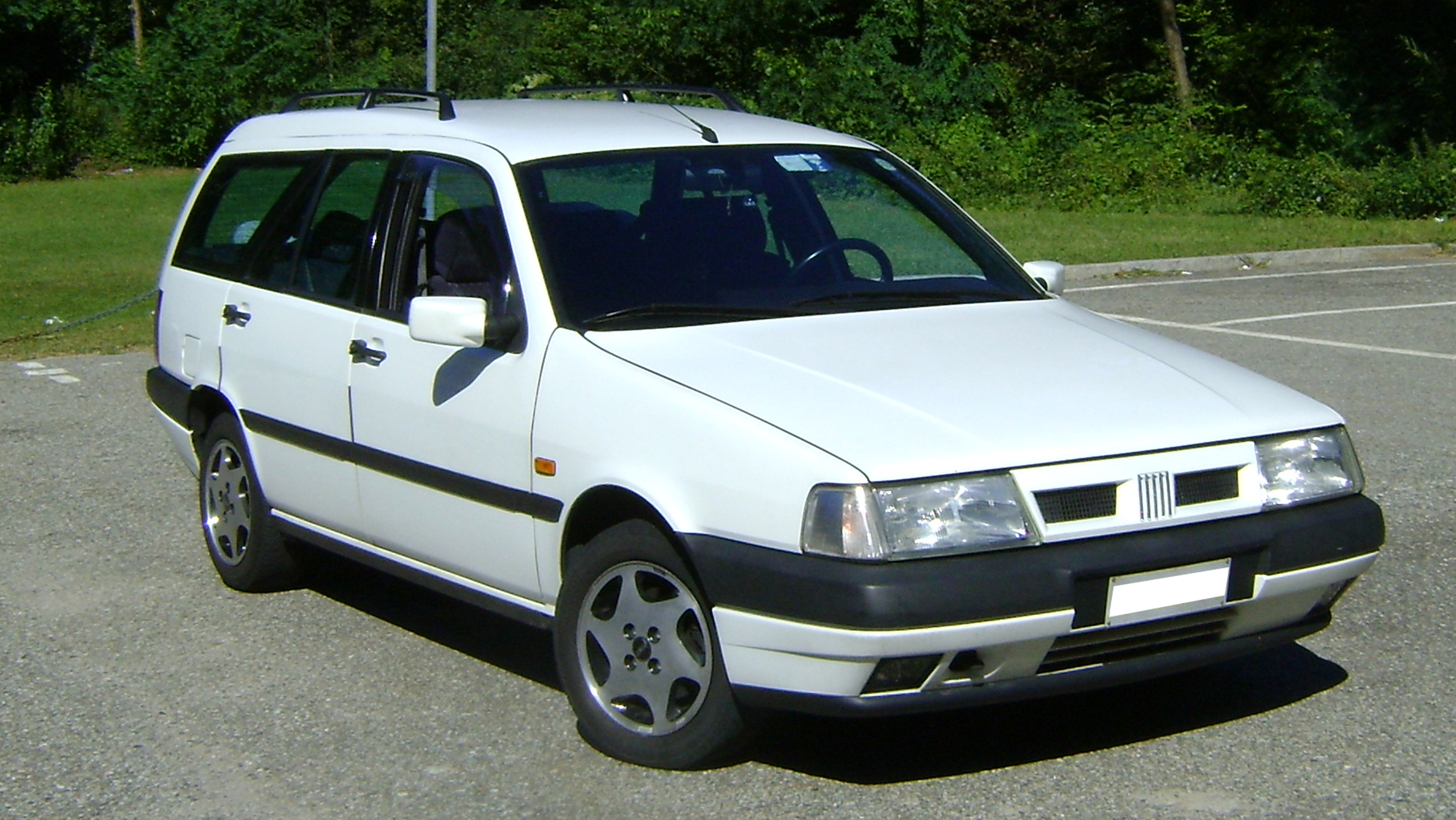
Fiat Tempra SW.

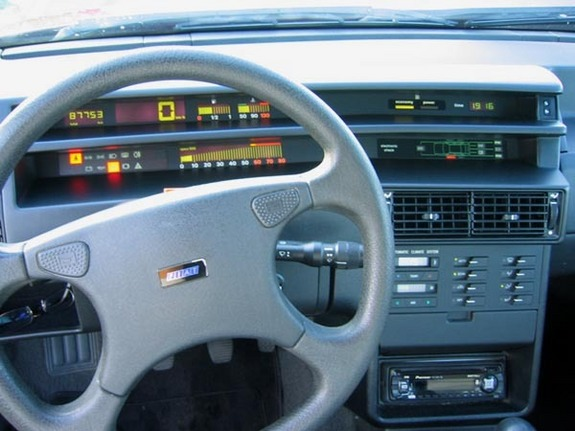
Vue intérieure d'une Fiat Tempra Digital.

La Fiat Tempra est la berline de milieu de gamme du constructeur automobile Fiat durant la première moitié des années 1990.
Présentée sur le millésime 1990, elle se place entre la Fiat Uno et la Fiat Croma. Elle est la version à 4 portes de la Fiat Tipo, avec laquelle elle partage la même plateforme technique. Comme pour les Ritmo/Regata et ensuite avec les Brava/Marea, le groupe Fiat a toujours cherché à développer les synergies internes en partant d'une excellente base existante puisque la Tipo propose déjà une bonne tenue de route et un empattement long propice à une bonne habitabilité. Plus encombrante, la Tempra est aussi plus aérodynamique avec un Cx de 0,28, Scx de 0,59.
Puisqu'elle dérive de la Tipo, la Tempra en reprend logiquement les moteurs à l'exception des petits moteurs économiques (1.1i de 55 ch et 1.7D de 57 ch) et les moteurs sportifs 16 soupapes, sauf au Brésil, où une Tempra Coupé 2.0 16V développant 165 ch a été produite de 1993 à 1996.

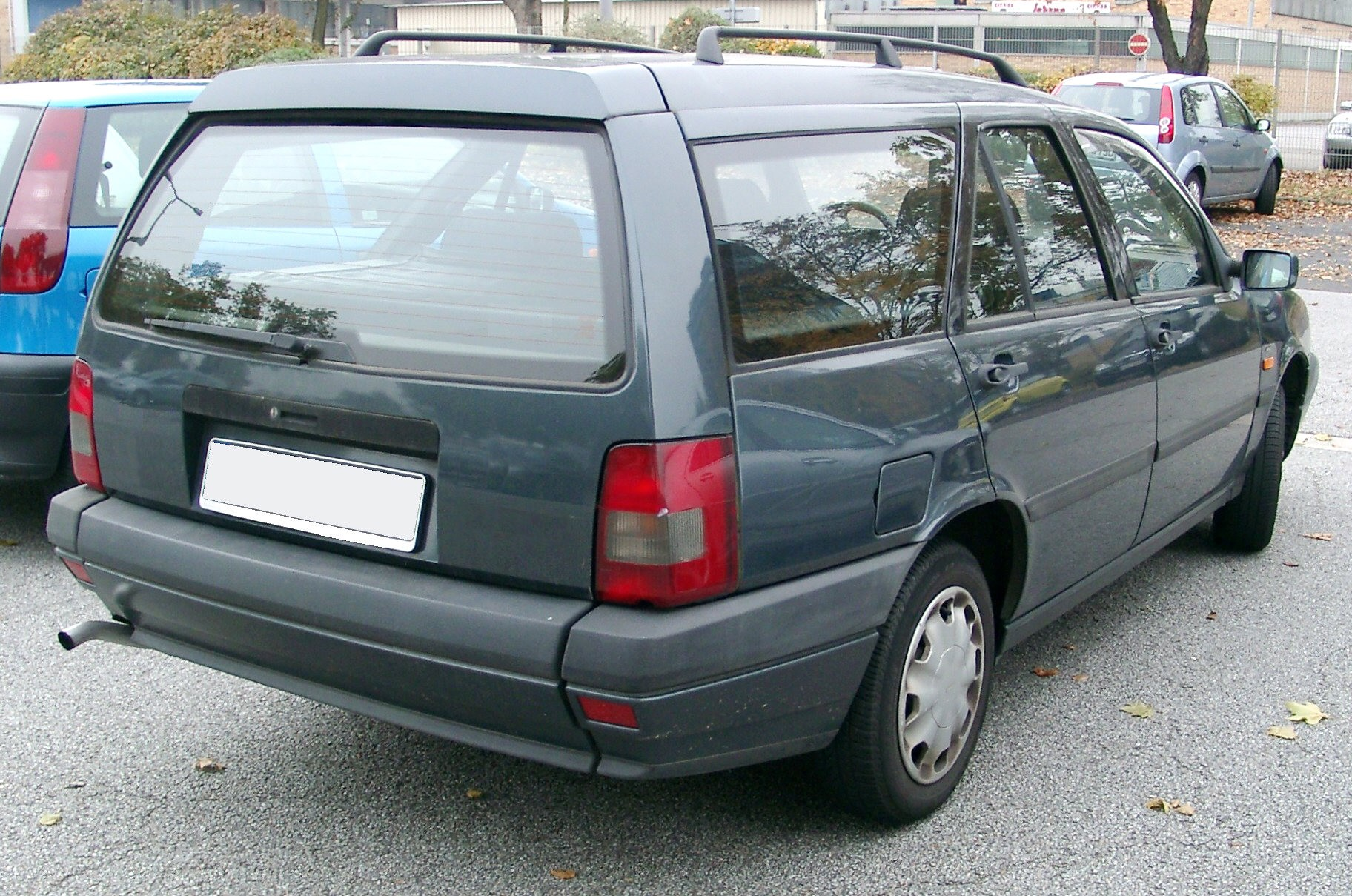
Fiat Tempra SW vue arrière.

La Tempra était également disponible en version break (Tempra Station Wagon) et même avec une transmission intégrale très appréciée dans le nord de l'Italie et en Suisse puisqu'elle était une des rares berlines Véhicule tout-terrain 4x4 avec l'Alfa Romeo 33 et les Subaru. Pour faire face au surpoids, elle a été équipée d'un moteur 2.0 litres de 115 ch. Comme sur la Regata, l'ouverture du hayon s'opère en deux parties, l'une jusqu'au pare-chocs l'autre consiste à rabattre le pare-chocs pour allonger le plan de charge qui reste parfaitement sur le même niveau. Le volume de chargement coffre fermé dépasse les 1.630 litres.
La production de la Tempra prend fin en d'année 1998, deux ans et demi après l'arrêt de la Fiat Tipo avec des versions particulièrement intéressantes financièrement, les "Quartz". Elle a été produite à 669 221 exemplaires en Italie.

## Les FIAT Tempra des autres pays

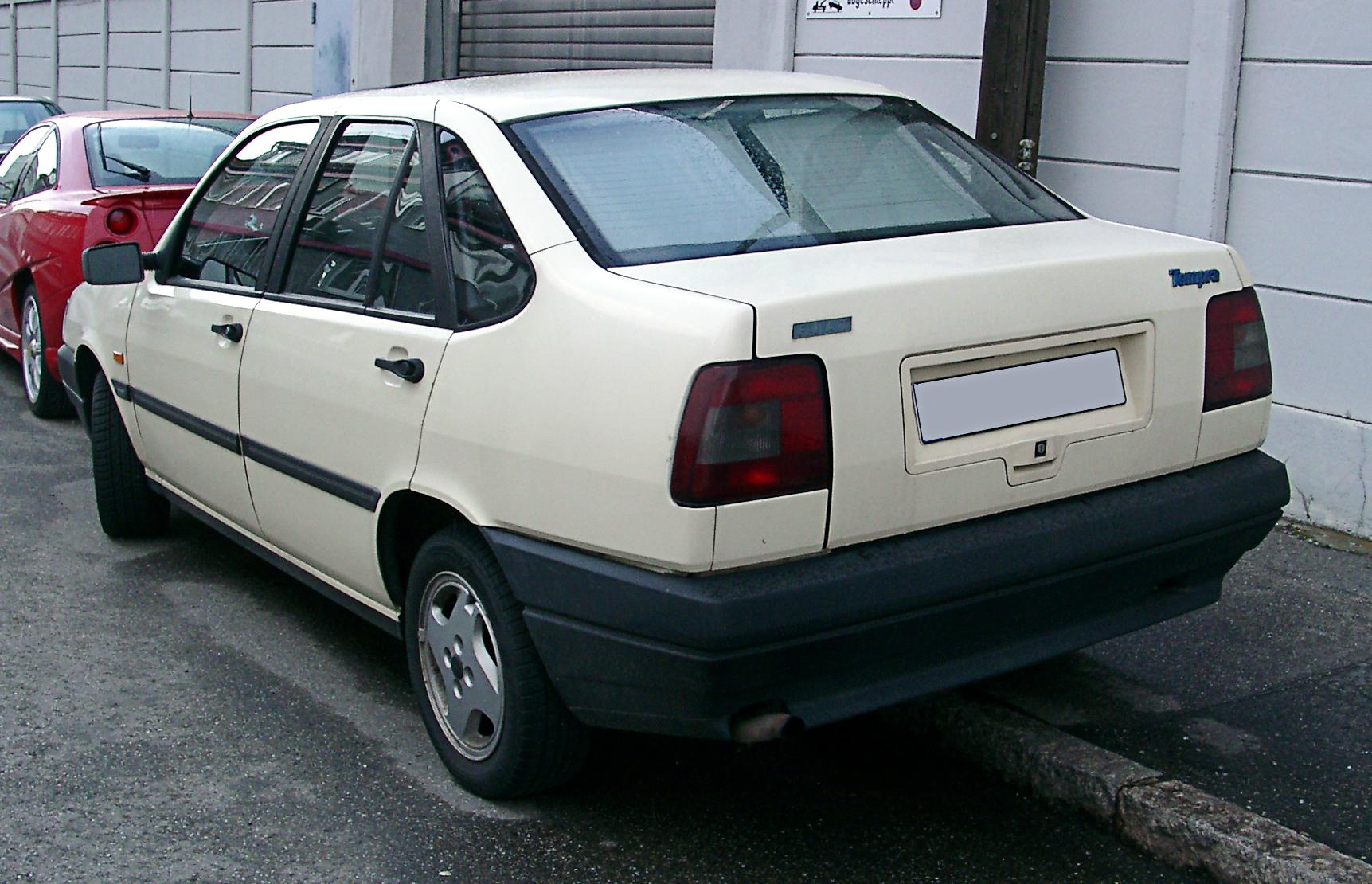
Fiat Tempra berline vue arrière

La Fiat Tempra a été construite dans trois autres pays que l'Italie : la Turquie et le Brésil et assemblée en CKD au Vietnam à partir d'éléments provenant de Turquie.
- Turquie : FIAT TOFAŞ Tempra

Identique à l'original italien, elle aura une carrière aussi longue mais ne réussira pas à faire oublier la Fiat 131 qu'elle devait remplacer. Les automobilistes turcs ont pu acquérir une Tofaş 131 jusqu'en mars 2008 alors que la production de la Tempra a été arrêtée en 2000. Ce sont au total 129 590 exemplaires de Tempra qui ont été fabriqués en Turquie par Fiat Tofas.
- Brésil : FIAT Automoveïs Tempra

Presque identique au modèle italien, elle a été produite de 1992 à fin 1998 à 204 795 exemplaires dans la version berline 4 portes mais également dans une version 2 portes, mi-coupé sportif, équipée d'un moteur 2.0 turbo de 165 ch, par la filiale brésilienne Fiat Automoveïs. Notons que ces Tempra disposaient d'un tableau de bord inédit, aussi doux de forme qu'était anguleux celui de la version italienne.
La version 2 portes ne resta pas très longtemps au catalogue : commercialisée à partir de 1993, elle quitte le marché en 1995, mais elle a largement marqué les esprits. La « 2 portas » était proposée en trois versions : 2 litres de 99 ch DIN, 2 litres 16v de 127 ch, et 2 litres turbo 165 ch. Cette dernière version a reçu d’importantes modifications pour lui permettre de supporter une telle puissance, et atteindre les 210 km/h. Beaucoup en Europe ont regretté qu’elle ne soit pas importée car Fiat Italie proposait, à cette époque, un modèle bien plus original, la Fiat Coupé.
La version Station-Wagon de la Tempra a connu un beau succès en Amérique latine, le modèle était importé d'Italie.